# Златно туристичко срце (манифестација)
Златно туристичко срце је једно од најзначајнијих туристичких признања у региону које се сваке године одржава у Београду где се додељују највиша признања у тој области.

## О манифестацији
Признања "Златно туристичко срце", својеврстан туристички Оскар, додељује се најбољима у туризму. У питању је награда коју 23. годину заредом додељује међународни центар за развој туризма и угоститељства Sacen International, у склопу туристичке акције Бирајмо најуспешније у туризму југоисточне Европе. Председник тог центра Драган Глигоријевић рекао је за Танјуг да се жири трудио да објективно оцени највредније и најбоље у туризму у југоисточној Европи.

### Награда Златна чаша гостољубља
Златна чаша гостољубља је награда која се сваке године додељује у оквиру манифестацие Златно туристичко срце, у избору најбољих туристичких дестинација југоисточне Европе и Медитерана.

#### Добитници награде
- Златна чаша гостољубља за 2018. годину припала је Грчкој
- Златна чаша гостољубља за 2017. годину припала је Београдској Скадарлији
- Златна чаша гостољубља за 2016. годину припала је Београдски Скадарлији
- Златна чаша гостољубља за 2015. годину припала је Бања Луци
- Златна чаша гостољубља за 2014. годину припала је Порторожу
- Златна чаша гостољубља за 2013. годину припала је Бањи Врућици
- Златна чаша гостољубља за 2012. годину припала је Љубљани
- Златна чаша гостољубља за 2011. годину припала је Опатији
- Златна чаша гостољубља за 2010. годину припала је Требињу